# Šambron
Šambron es un municipio del distrito de Stará Ľubovňa en la región de Prešov, Eslovaquia, con una población estimada a final del año 2024 de 358 habitantes.
Se encuentra ubicado al noroeste de la región, cerca del río Poprad (cuenca hidrográfica del río Vístula) y de la frontera con  Polonia.

## Demografía
| Año        | 1994 | 2004     | 2014    | 2024    |
| ---------- | ---- | -------- | ------- | ------- |
| Población  | 480  | 429      | 394     | 358     |
| Diferencia |      | −10,62 % | −8,15 % | −9,13 % |

| Año        | 2023 | 2024    |
| ---------- | ---- | ------- |
| Población  | 369  | 358     |
| Diferencia |      | −2,98 % |